# Tim Neuhaus

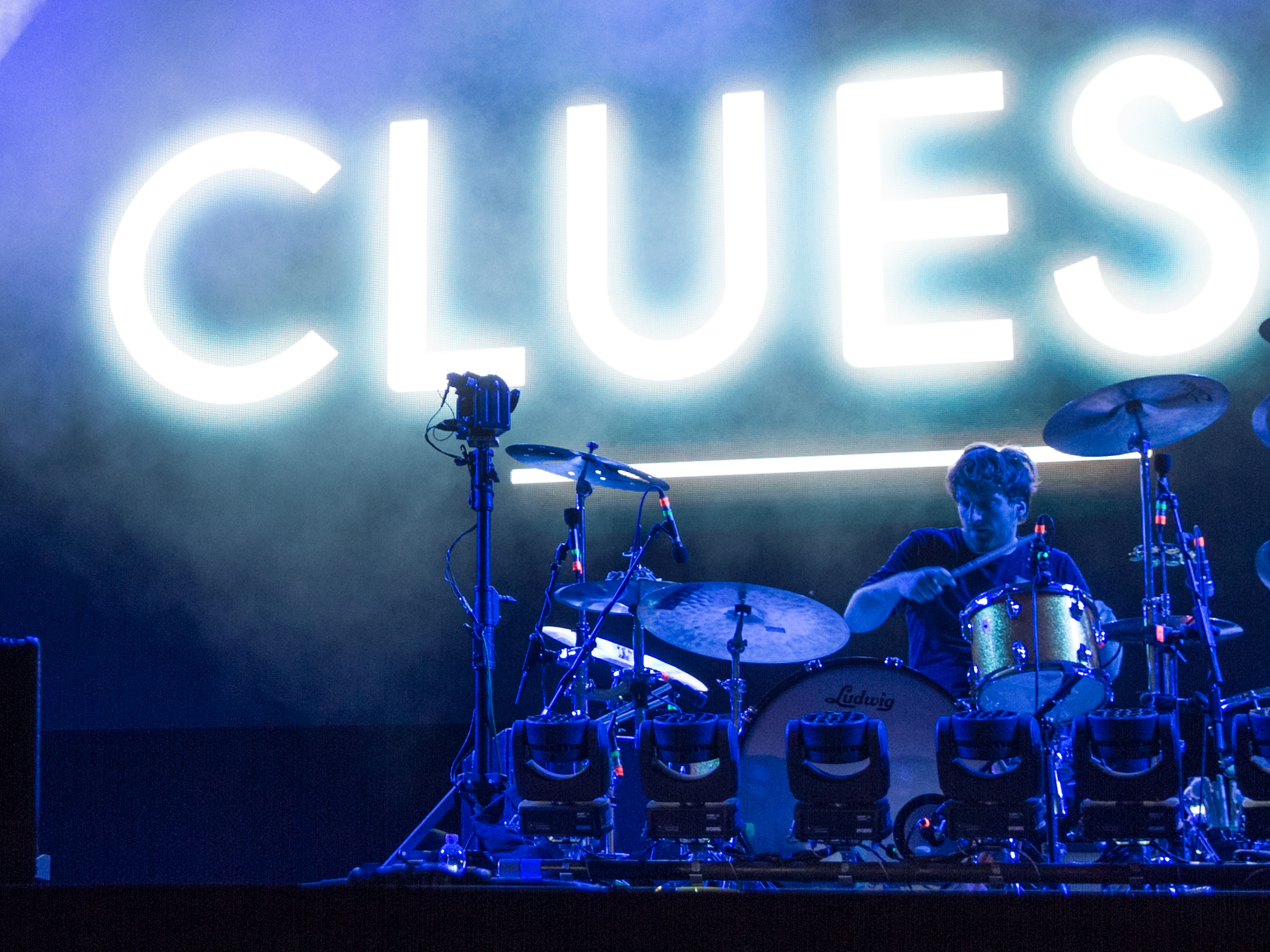
Tim Neuhaus am Schlagzeug für Clueso (Rock am Ring 2015)

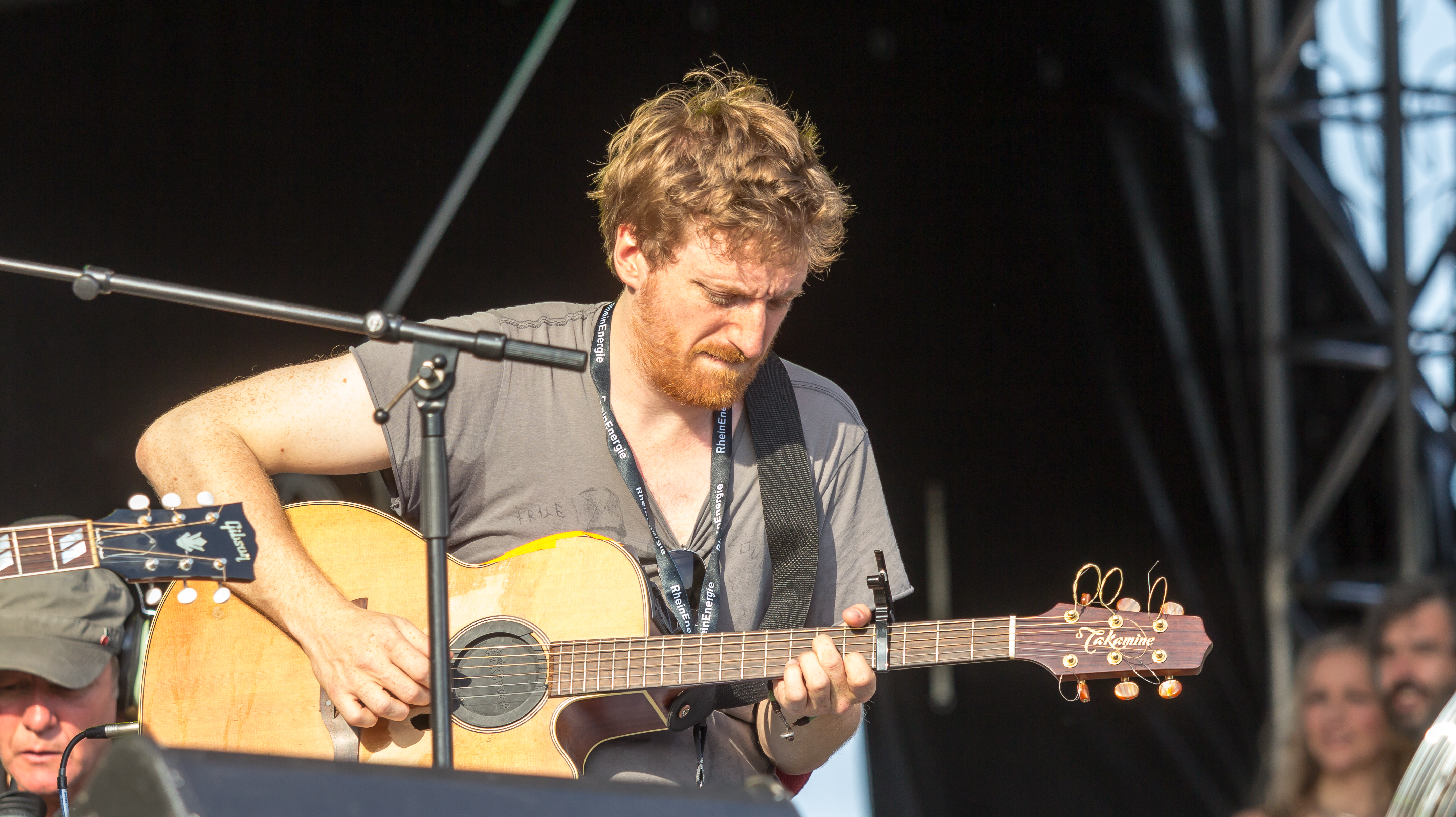
Tim Neuhaus als Gitarrist mit Clueso

Tim Neuhaus (* 1979 in Schwelm) ist ein deutscher Schlagzeuger, Singer-Songwriter und Filmkomponist. Bekannt wurde er durch seine Solo-Veröffentlichungen und als Mitglied der Band um Clueso.

## Karriere
Tim Neuhaus wuchs in Hagen auf. Seit seinem 16. Lebensjahr komponiert, produziert und spielt er eigene Songs. Im Jahr 1998 begann er ein Studium mit Schwerpunkt Schlagzeug an der Hochschule für Musik in Weimar. Er arbeitete während seines Studiums an eigenen Kompositionen für Solo-Schlagzeug. Diese nahm er auf seiner CD "one of a thousand ways" 2003 auf und machte sich dadurch einen Namen in der Schlagzeugerwelt. Nach seinem Studium wurde er Schlagzeuger bei der Blue Man Group in Berlin und London. Neuhaus war von 2001 bis 2004 der Schlagzeuger der Liveband um Clueso und ist auch danach als Musiker bei dessen Alben vertreten. 2014 stieg Tim wieder in der Clueso-Band ein, nachdem er bereits beim Album Stadtrandlichter mitgewirkt hatte.
Seine Solokarriere als Singer-Songwriter begann Neuhaus mit dem 2005 in Eigenregie veröffentlichten Debütalbum Yindi. Das Nachfolgewerk Blankets erschien im Jahr 2007. Am 2. April 2010 folgte auf dem Hamburger Label Grand Hotel van Cleef die EP A Spring Odyssey.
Neben seinen Soloaktivitäten spielte Neuhaus E-Drums bei der Band Hundreds. 2011 war er Schlagzeuger auf dem Studio- und Livealbum Wut und Zärtlichkeit von Konstantin Wecker. Weiterhin arbeitete er mit Indie- und Popmusikern wie Max Prosa, Ingo Pohlmann, Marcus Wiebusch, Kat Frankie, Nils Frahm, Max Herre, Ina Müller, Udo Lindenberg, Wolfgang Niedecken, Die Höchste Eisenbahn und Gisbert zu Knyphausen, aber auch internationalen Künstlern wie Glen Hansard, Joan Baez, Patti Smith und Kurt Rosenwinkel.
Nach zahlreichen Tourneen zwischen 2011 und 2015 wurde Neuhaus Mitglied der TOUR OF TOURS, einer Indie-Rock-Bigband bestehend aus insgesamt fünf Bands (HONIG, Town of Saints, Ian Fisher, Jonas David, Tim Neuhaus), die miteinander Songs von jedem spielen und neu arrangieren.
An dem 2016 erschienenen Clueso-Album Neuanfang war Neuhaus als Instrumentalist, Schreiber (Sorgenfrei und Erinnerungen Remix) und Co-Produzent für diverses Bonusmaterial des Albums beteiligt. Es erreichte Platz 1 der deutschen Albumcharts.
2017 erschien die erste Staffel der Serie „Jerks“ mit Christian Ulmen im deutschen Fernsehen. Der Soundtrack besteht zu einem großen Teil aus einem Part für Solo-Schlagzeug, den Neuhaus einspielte.

## Diskografie

### Alben
- One Of A Thousand Ways (solo drum music) (2003) – Tim Neuhaus (Clubkraft Records)
- Yindi (2005) – Tim Neuhaus (selbstveröffentlicht)
- Blankets (2007) – Tim Neuhaus (selbstveröffentlicht)
- Baby, Swim (2009) – Tim & Andi (selbstveröffentlicht)
- A Spring Odyssey EP (2010) – Tim Neuhaus (GHvC)
- The Cabinet (2011) – Tim Neuhaus (GHvC)
- Now (2013) – Tim Neuhaus & The Cabinet (GHvC)
- Yindi 2.0 (2013) – Tim Neuhaus (GHvC / re-released on vinyl)
- Pose I+II (2017) – Tim Neuhaus
- Pose III+IV (2018) – Tim Neuhaus
- Echoes, Vol I (2021) – Tim Neuhaus (GHvC)

Als ausführender Produzent:
- Fanpost (2004) – CLUESO feat. Tim Neuhaus (Album: Gute Musik)
- Nur einmal rächen (2013) – Marcus Wiebusch (Album: Konfetti)

### Singles
- As Life Found You (2011) – Tim Neuhaus (GHvC)
- Troubled Minds (2011) – Tim Neuhaus & The Cabinet (GHvC)
- Headdown (2011) Tim Neuhaus / An Horse – EP  (GHvC)
- Now (2013) – Tim Neuhaus & The Cabinet (GHvC)
- Easy Or Not feat. Kat Frankie (2013) – Tim Neuhaus & The Cabinet (GHvC)

### Kompilationbeiträge
- Blankets – auf der CD " listen to berlin 2010/11" (2010)
- Song Of Songs (2015) – Tour Of Tours – (available on MusicGlue.com)
- Werkschau: A Tribute To Nils Koppruch (2014, Trocadero Records, posthume Zusammenstellung, Tim covert "Einmal")
- Samuel Yirga & Clueso feat. Norman Sinn & Tim Neuhaus – AAND NEN (WE ARE ONE) – Song for VIVA CON AGUA

## Filmmusik
- 2019: Ihr letzter Wille kann mich mal!
- 2019: Fischer sucht Frau
- 2021: Rumspringa – Ein Amish in Berlin
- 2024: Für immer Freibad
- 2024: Tatort: Am Tag der wandernden Seelen

## Sonstiges
2007 lebte Neuhaus in London und spielte unter der Leitung des mittlerweile verstorbenen Ken Campbell als Musiker und Schauspieler bei einem seiner experimentellen Impro-Theaterabende mit.
2009 erschien der deutsche Spielfilm Evet, ich will!, dessen Soundtrack die Songs Away, Blankets, In This World Controlled und Mailbox von Neuhaus beinhaltete.
2015 kam Dietrich Brüggemanns Film „Heil“, eine Gesellschaftssatire, in die Kinos, zu dem Neuhaus einen eigenen Song beisteuerte, eine Szene als Polizist mitspielte und das Schlagzeug für den Soundtrack (komponiert von Dietrich Brüggemann) eingespielt hat.